# Stefan Angelov
Stefan Georgiev Angelov (bulharsky Стефан Георгиев Ангелов; 7. ledna 1947, Bjala Voda, Bulharsko – 21. prosince 2019) byl bulharský zápasník, reprezentant v zápase řecko-římském. Dvojnásobný bronzový medailista z olympijských her, a mistrovství světa a stříbrný medailista z mistrovství Evropy.